# Saussurea prseudo-gracilis
Saussurea prseudo-gracilis là một loài thực vật có hoa trong họ Cúc. Loài này được Kitam. miêu tả khoa học đầu tiên.